# Justin Mentell

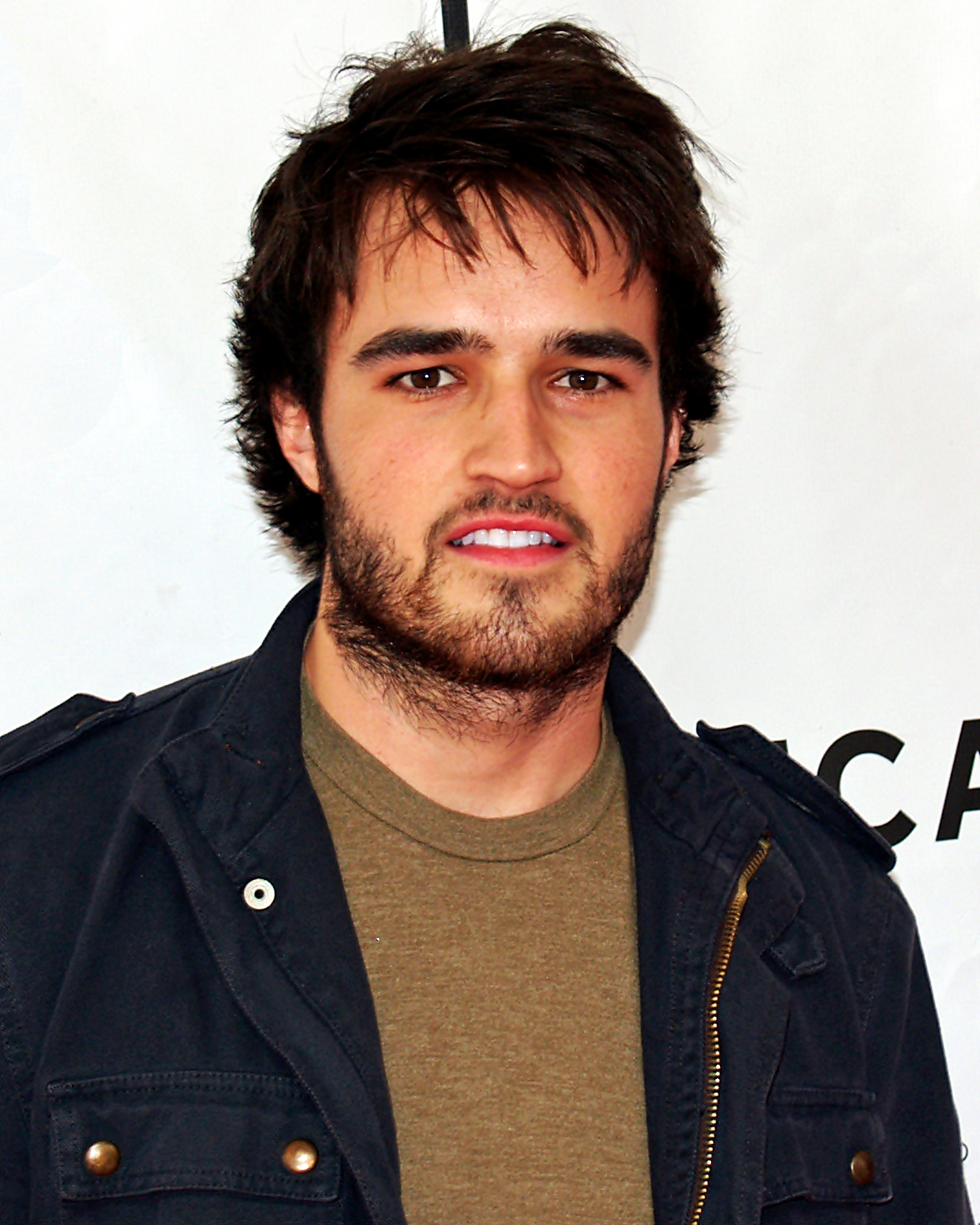
Justin Mentell (2007)

Justin Michael Mentell (* 16. Dezember 1982 in Austin, Texas; † 1. Februar 2010 nahe Blanchardville bei Madison, Wisconsin) war ein US-amerikanischer Schauspieler.

## Leben
Mentell wurde am 16. Dezember 1982 im texanischen Austin geboren, wo er bereits im Kindesalter in einigen Theaterproduktionen mitwirkte. Nach dem Umzug seiner Familie nach Waukegan im US-Bundesstaat Illinois wurde er Mitglied im Ensemble der Children's Company am Theater in Northbrook. Daneben widmete er sich dem Eisschnelllauf, erreichte bei den Junior Olympics einen dritten Platz und wurde in den Langstrecken-Juniorenkader der US-amerikanischen Nationalmannschaft berufen.
Während seiner Zeit auf der Waukegan High School lebte Mentell ein Jahr als Austauschschüler in Deutschland und wurde dabei durch Rotary International gefördert. Im Jahr 2001 nahm er ein Schauspielstudium an der Northern Illinois University (NIU) auf, das er im Mai 2005 mit dem Bachelor of Fine Arts abschloss. Durch Vermittlung der NIU’s School of Theater and Dance absolvierte Mentell einen Sommerkurs am Tschechow-Kunsttheater Moskau.
2005 gewann er einen Golden Reel Award als bester Darsteller für seine Darbietung in dem Kurzfilm At the Still Point. Im Juli 2009 gab Mentell seine Schauspieltätigkeit auf, um sich der Bildenden Kunst zu widmen.
Zuletzt lebte Mentell in Los Angeles. Er starb am 1. Februar 2010 in der Nähe von Blanchardville im Iowa County, Wisconsin, bei einem Verkehrsunfall. Durch seinen Tod im Alter von 27 Jahren wird er gelegentlich zum Klub 27 gezählt.

## Filmografie

### Filme
- 2004: Gotham, IL
- 2005: At the Still Point
- 2005: Roll Bounce
- 2007: ’77
- 2007: Palo Alto
- 2009: G-Force – Agenten mit Biss (G-Force)

### Fernsehserien
- 2005–2006: Boston Legal